# Краківський трамвай
Краківський трамвай — мережа вуличного електричного трамваю у місті Краків, Польща. Належить до сфери управління АТ «Міське підприємство комунікаційне в Кракові» (пол. Miejskie Przedsiębiorstwo Komunikacyjne w Krakowie). Трамвай функціонує з 1882 року. Має 22 звичайні, 2 швидкісні та 3 нічні трамвайні лінії завдовжки 347 км. Станом на 2013 рік загальна довжина маршруту трамваю становила 90 км, включаючи трамвайний тунель 1,4 км із двома зупинками.

## Лінії
| Лінія | Стартова зупинка  | Кінцева зупинка                     | Довжина (км) | Інтервал [хвилин]                                          | Середній час у дорозі [хвилин] | Кількість зупинок | в тому числі за запитом | Тип лінії                                    |
| ----- | ----------------- | ----------------------------------- | ------------ | ---------------------------------------------------------- | ------------------------------ | ----------------- | ----------------------- | -------------------------------------------- |
|       | Сальватор         | Кшеславицькі пагорби                | 13,1         | щоденно: 7,5/7,5/15 вихідні: 20/20                         | 43                             | 29                | 1                       | Звичайна лінія                               |
|       | Сальватор         | Раковицький цвинтар                 | 4,9          | щоденно: 15/15/15 вихідні: 20/20                           | 17/19                          | 12                | 1                       | Звичайна лінія                               |
|       | Кроводжа Гурка    | Новий Бежанув                       | 12,3         | щоденно: 7,5/7,5/15 вихідні: 20/20                         | 40/38                          | 24                | 0                       | Звичайна лінія                               |
|       | Броновіце Малі    | Кшеславицькі пагорби                | 17,6         | щоденно: 15/15/15 вихідні: 20/20                           | 58/54                          | 32                | 1                       | Звичайна лінія                               |
|       | Кроводжа Гурка    | Кшеславицькі пагорби                | 12,9         | щоденно: 15/15/15 вихідні: 20/20                           | 36/35                          | 23                | 0                       | Звичайна лінія (проходить через тунель КШТ)  |
|       | Тихий куточок     | Курдванув                           | 10,8         | щоденно: 15/15/15 вихідні: 20/20                           | 32                             | 22                | 0                       | Звичайна лінія                               |
|       | Броновіце Малий   | Лагевники                           | 11,6         | щоденно: 7,5/7,5/15 вихідні: 20/20                         | 30                             | 22                | 0                       | Звичайна лінія                               |
|       | Новий Бежанув P+R | Мистшейовице                        | 19,1         | щоденно: 15/15/15 вихідні: 20/20                           | 55/59                          | 35                | 0                       | Звичайна лінія (пролягає через естакаду KST) |
|       | Лагевники         | Плешув                              | 20,6         | щоденно: 15/15/15 вихідні: 20/20                           | 59/61                          | 36/37             | 6                       | Звичайна лінія                               |
|       | Червоні Маки      | Малий Плашув P+R                    | 12,4         | щоденно: 15/15/15 вихідні: 20/20                           | 37                             | 24                | 0                       | Звичайна лінія (пролягає через естакаду КШТ) |
|       | Броновіце         | Новий Бежанув                       | 14,6         | щоденно: 7,5/15/15 вихідні: 20/20                          | 49                             | 31                | 0                       | Звичайна лінія                               |
|       | Броновіце         | Мистшейовице                        | 15,4         | щоденно: 15/15/15 вихідні: 20/20                           | 57/55                          | 36                | 1                       | Звичайна лінія                               |
|       | Червоні Маки      | Кроводжа Гурка                      | 12,2         | щоденно: 7,5/7,5/15 вихідні: 20/20                         | 44/42                          | 26                | 0                       | Звичайна лінія                               |
|       | Вантажна станція  | Лагевники                           | 8,8          | щоденно: 15/15/15 вихідні: 20/20                           | 35                             | 19                | 0                       | Звичайна лінія (проходить через тунель КШТ)  |
|       | Тихий куточок     | Малий Плашув                        | 9,8          | щоденно: 7,5/7,5/15 вихідні: 20/20                         | 30                             | 20                | 0                       | Звичайна лінія                               |
|       | Пястув            | Плешув                              | 11,9         | щоденно: 15/15/15 вихідні: 20/20                           | 31/30                          | 19                | 6                       | Звичайна лінія                               |
|       | Борек Фаленцький  | Копець Ванди                        | 18,7         | щоденно: 15/15/15 вихідні: 20/20                           | 59/60                          | 31                | 2                       | Звичайна лінія                               |
|       | Броновіце Малі    | Курдванув                           | 12,4         | щоденно: 15/15/15 вихідні: 20/20                           | 47/45                          | 28                | 0                       | Звичайна лінія                               |
|       | Новий Бежанув     | ТАУРОН Арена Краків Вечиста         |              | щоденно: 15/-/-                                            |                                | 30                | 0                       | Працює у години пік                          |
|       | Кроводжа Гурка    | Курдванув                           | 12,8         | щоденно: 7,5/7,5/7,5 вихідні:10/20                         | 33                             | 23                | 0                       | Лінія з підвищеною частотою курсування       |
|       | Червоні Маки      | Пястув                              | 17,9         | щоденно: 7,5/7,5/7,5 субота: 10/20 неділя: 20/20           | 58/59                          | 34                | 0                       | Лінія з підвищеною частотою курсування       |
|       | Червоні Маки      | Центральна площа ім. Рональд Рейган | 16,4         | З Чт./Пт та з Нд./Пон.: 30/60 З Пт./Суб. – Суб./Нд.: 30/30 | 62                             | 35                | 1                       | Нічна лінія                                  |
|       | Броновіце Малі    | Пястув                              | 15,1         | З Чт./Пт та з Нд./Пон.: 30/60 З Пт./Суб. – Суб./Нд.: 30/30 | 54                             | 30                | 0                       | Нічна лінія                                  |
|       | Кроводжа Гурка    | Новий Бежанув                       | 14,1         | З Чт./Пт та з Нд./Пон.: 30/60 З Пт./Суб. – Суб./Нд.: 30/30 | 50                             | 28                | 0                       | Нічна лінія                                  |

## Депо
| Назва     | Фото | Рік відкриття | Тип рухомого складу                               | Кількість вагонів | Схема |
| --------- | ---- | ------------- | ------------------------------------------------- | ----------------- | ----- |
| Нова Гута |      | 1969          | 105Na, E1, C3, MAN N8S-NF, EU8N, 405N, PESA 2014N | 246               |       |
| Подгуже   |      | 1938          | 105Na, E1, C3, NGT6, NGT8, GT8S, PESA 2014N       | 196               |       |
| Вавжиньца |      | 1913          | SN1, PN3, SN2 + PN2, N + ND, LH, 102N             | змінна            |       |

## Рухомий склад
| Серія                   | Кількість | Кількість потягів | Кількість секцій | Місць для сидіння | Відсоток низької підлоги | Виробник     | Відремонтовано | Початок експлуатації | Властивості |              |
| ----------------------- | --------- | ----------------- | ---------------- | ----------------- | ------------------------ | ------------ | -------------- | -------------------- | --- | ------------ |
| Tango Kraków Lajkonik 2 | 0 з 60    | 0                 | 3                | 75                | 100%                     | Stadler      | –              |                      | przewóz osób na wózkach · klimatyzacja przestrzeni pasażerskiej · zasobniki energii · ładowarki USB                        | [ 4 ]        |
| Tango Kraków Lajkonik   | 50        | 50                | 3                | 82                | 100%                     | Stadler      | –              | 2020                 | przewóz osób na wózkach · klimatyzacja przestrzeni pasażerskiej · zasobniki energii · gniazdka elektryczne · ładowarki USB | [ 5 ] [ 6 ]  |
| 2014N Krakowiak         | 36        | 36                | 4                | 93                | 100%                     | Pesa         | –              | 2015                 | przewóz osób na wózkach · klimatyzacja przestrzeni pasażerskiej · przewóz rowerów · gniazdka elektryczne · ładowarki USB   | [ 7 ] [ 8 ]  |
| 126N Nevelo             | 1         | 1                 | 3                | 60                | 100%                     | Newag        | –              | 2013                 | przewóz osób na wózkach · klimatyzacja przestrzeni pasażerskiej                                                            | [ 9 ] [ 10 ] |
| NGT8                    | 24        | 24                | 3                | 77                | 68%                      | Bombardier   | –              | 2012                 | przewóz osób na wózkach · klimatyzacja przestrzeni pasażerskiej                                                            | [ 11 ]       |
| 405N                    | 1         | 1                 | 5                | 57                | 25%                      | Konstal      | Protram        | 2012                 | przewóz osób na wózkach · klimatyzacja przestrzeni pasażerskiej                                                            | [ 12 ]       |
| EU8N                    | 40        | 40                | 3                | 48                | 25%                      | Rotax        | MPK Kraków     | 2010                 | przewóz osób na wózkach · klimatyzacja przestrzeni pasażerskiej                                                            | [ 13 ]       |
| GT8N/C                  | 28        | 28                | 3                | 51                | 25%                      | Düwag        | MPK Kraków     | 2009                 | przewóz osób na wózkach · klimatyzacja przestrzeni pasażerskiej · pojazd dwukierunkowy                                     | [ 14 ]       |
| N8S-NF                  | 7         | 7                 | 3                | 46                | 25%                      | MAN SE       | MPK Kraków     | 2006                 | przewóz osób na wózkach · pojazd dwukierunkowy                                                                             | [ 15 ]       |
| N8C-NF                  | 5         | 5                 | 3                | 46                | 25%                      | MAN SE       | MPK Kraków     | 2006                 | przewóz osób na wózkach | [ 15 ]       |
| C3                      | 36        | 45                | 1                | 28                | 0%                       | SGP / Lohner | –              | 2004                 | | [ 16 ]       |
| E1                      | 45        | 45                | 2                | 33                | 0%                       | SGP / Lohner | –              | 2004                 | | [ 16 ]       |
| NGT6-2 (seria II i III) | 36        | 36                | 3                | 73                | 65%                      | Bombardier   | –              | 2003                 | przewóz osób na wózkach | [ 17 ]       |
| NGT6 (seria I)          | 14        | 14                | 3                | 76                | 65%                      | Bombardier   | –              | 2000                 | przewóz osób na wózkach | [ 17 ]       |
| 105N/Na                 | 60        | 27                | 1                | 20 lub 23         | 0%                       | Konstal      | –              | 1975                 | | [ 18 ]       |